# Böyük Muruq
Böyük Muruq är en ort i Azerbajdzjan.   Den ligger i distriktet Qusar Rayonu, i den nordöstra delen av landet, 180 km nordväst om huvudstaden Baku. Böyük Muruq ligger 1 110 meter över havet och antalet invånare är 552.
Terrängen runt Böyük Muruq är lite bergig, och sluttar norrut. Närmaste större samhälle är Piral, 11,4 km nordost om Böyük Muruq. 
Omgivningarna runt Böyük Muruq är en mosaik av jordbruksmark och naturlig växtlighet. Runt Böyük Muruq är det ganska glesbefolkat, med 48 invånare per kvadratkilometer.